# Rete filoviaria di Torino
La rete filoviaria di Torino è stata una rete di filoveicoli in esercizio nel capoluogo piemontese dal 1931 al 1980.

## Storia
La rete filoviaria torinese fu progettata e costruita dalla Compagnia Generale di Elettricità, con l'obiettivo di integrare la vasta rete tranviaria di Torino.
La prima linea, la Ponte del Gatto-Cavoretto, lunga 2,1 km, fu inaugurata il 28 gennaio 1931.
Negli anni successivi la rete si estese fino a raggiungere i 12 km complessivi negli anni 1940. Le linee di filoveicoli erano:
- 51 Via Lauro Rossi-stazione Stura
- 52 Ponte del Gatto-Cavoretto
- 53 Piazza Sabotino-Aeronautica
- 54 Campidoglio-Piazza Bengasi (Nizza Millefonti)
- 55 Piazza Bengasi (Nizza Millefonti)-Nichelino

I danni bellici furono ingenti e nel dopoguerra la rete fu ridisegnata ed estesa, fino a raggiungere nei primi anni 1970 i 24 km di lunghezza. Nel 1975 le linee erano 4:
- 33 Via Paolo Sacchi-Aeronautica
- 34 Largo Toscana-Piazza Bengasi (Mirafiori)
- 35 (Lingotto) Via Fabio Filzi-Nichelino
  - 35/ Corso Spezia-Nichelino

Nella seconda metà degli anni settanta, visto lo stato di obsolescenza degli impianti, l'Azienda Torinese Mobilità (ATM) che ne gestiva il servizio decise che le 4 linee fossero trasformate in autolinee: la 35 nel 1975, la 33 nel 1976, e infine la 34 nel 1980.

## Veicoli
I tipi di filoveicoli utilizzati erano sia filobus semplici sia filobus articolati.
| Numeri fino al 1941 | Numeri dal 1941 | Anno      | Telaio           | Carrozzeria | Parte elettrica  | Note                                        |
| ------------------- | --------------- | --------- | ---------------- | ----------- | ---------------- | ------------------------------------------- |
| E.1 a E.3           | 1001 a 1003     | 1931      | Fiat 461         | Fiat        | CGE              |                                             |
| B.1                 | -               | 1932      | Thilling Stevens | O.F.M.      | Thilling Stevens | Benzofilobus                                |
| B.2                 | 1019            | 1937      | Fiat 656F/533    | Fiat        | Marelli/CGE      | Benzofilobus                                |
| E.4 a E.12          | 1004 a 1012     | 1939      | Fiat 656F/557    | Fiat        | Marelli          | 2 unità vendute nel 1948 alla rete di Cuneo |
| E.13                | 1013            | 1940      | Fiat 656F/557    | Fiat        | SNOS Savigliano  |                                             |
| E.14                | 1014            | 1941      | Fiat 656F/557    | Fiat        | Marelli          |                                             |
| E.15                | 1015            | 1941      | Fiat 656F/125    | Fiat        | CGE              |                                             |
| -                   | 1021 a 1041     | 1942-1943 | Fiat 672F/135    | Fiat/OM     | CGE/TIBB         |                                             |
| -                   | 1016            | 1951      | Fiat 656F/125    | Fiat        | TIBB             |                                             |
| -                   | 1100 a 1111     | 1953-1955 | Fiat 2401F       | Cansa       | CGE              |                                             |
| -                   | 1112 a 1121     | 1956      | Fiat 2411F       | Cansa       | TIBB             |                                             |
| -                   | 1200 a 1214     | 1958      | Fiat 2405F       | Viberti     | TIBB             | unica serie di filobus articolato.          |

## Linee extraurbane
Oltre alla rete urbana, erano presenti due linee extraurbane di filobus articolati che collegavano il capoluogo con due importanti città, Chieri e Rivoli:
- filovia Torino-Chieri, in esercizio dal 1951 al 1979 con capolinea in p. Vittorio Veneto tra v. Po e v. Giulia di Barolo, sostituita inizialmente dal bus interurbano per Chieri e poi dall'attuale linea 30 di autobus.
- filovia Torino-Rivoli, in esercizio dal 1955 al 1979 con capolinea all'inizio di c. Francia, sostituita dall'attuale linea 36 di autobus. Con diramazioni per Collegno e Grugliasco.  Attualmente (ottobre 2022) sono in corso i lavori di prolungamento della metropolitana che porterà alla soppressione dell'autolinea 36.